# 자궁파열
자궁파열(子宮破裂, Uterine rupture)은 분만 중에 자궁근층벽이 파열되어 발생하는 심각한 사건의 하나이다. 불완전 파열의 경우 복막은 다치지 않는다. 완전 파열의 경우 자궁의 내용물이 복막강이나 광인대(broad ligament)로 쏟아져 들어갈 수 있다. 자궁파열은 어미와 태아 모두에게 생명에 위협을 줄 수 있는 사건의 하나이다.
자궁파열은 일반적으로 활발한 분만 과정에서 발생하지만 임신 후기에 발전할 수도 있다.
자궁열개 또한 비슷한 질환이지만 이것은 층 수와 출혈, 그리고 위험도가 더 낮다.

## 증상
파열의 증상은 처음에는 매우 느끼기 힘들다.
임신 중에 발생하는 자궁파열에서 복강내 임신증세가 시각적으로 나타날 수 있다. 대개가 분만 중에 발생한다.
- 복통, 따가움.
- 흉통, 어깨뼈 사이의 통증, 호흡 시 통증.
- 출혈로 인한 저혈량성 쇼크
- 태아 산소 공급과 관련한 증상
- 태아 심음의 부재
- 자궁 수축의 중지
- 자궁 외 태아 촉진
- 복강내 임신 증세

## 치료
수혈 및 제왕절개 분만을 동반한 응급 탐색 개복술(Emergency exploratory laparotomy)을 수행하여 자궁파열을 관리한다. 파열의 원인과 환자의 질환에 따라 자궁은 치료되거나 들어낼 수 있다. 지연될 경우 산모와 아이에게 상당한 위험을 주게 된다.